# Dunaföldvár
Dunaföldvár è una città di 8 915 abitanti situata nella contea di Tolna, nell'Ungheria centro-meridionale.

## Amministrazione

### Gemellaggi
Dunaföldvár è gemellata con:
- Weikersheim, Germania
- Ossona, Italia